# Choristus annexus
Choristus annexus är en tvåvingeart som först beskrevs av Roberts 1928.  Choristus annexus ingår i släktet Choristus och familjen svävflugor. Inga underarter finns listade i Catalogue of Life.